# Can Manuel Olivella
Can Manuel Olivella és un monument del municipi de Vilanova i la Geltrú (Garraf) protegit com a bé cultural d'interès local.

## Descripció
Edifici entre mitgeres, que fa cantonada entre la plaça de la vila i l'avinguda Francesc Macià. És de planta gairebé quadrada i consta de planta baixa i dos pisos. La façana principal dona a la plaça de la vila i és de composició simètrica. A la planta baixa hi ha tres obertures; la central, d'arc carpanell, dona accés a l'edifici, i les altres dues, d'arc escarser, a les botigues. Al primer pis hi ha tres balcons, el central més ample. Tots tres tenen barana de balustres i estan sostinguts per grans cartel·les. Al segon pis hi ha també tres balcons, més senzills i amb baranes de ferro forjat. Totes les obertures són d'arc rebaixat i tenen motllures amb decoració vegetal a la part superior. Després de les cambres d'aire, coronen l'edifici una cornisa, una barana de gelosia i un petit frontó central, on apareix la data del 1868. El terrat és a la catalana. La façana lateral té una estructura similar a la principal. A la porta d'accés i damunt la cartel·la central, apareixen les inicials M. O (Manuel Olivella).
Són interessants el pati central i l'escala principal, així com els espais de la planta principal, que conserven les característiques originals.

## Història
L'any 1861 es presentà a l'ajuntament la sol·licitud de permís d'obres per a la construcció d'un edifici als terrenys de la propietat de Joan Vadell, segons projecte del mestre d'obres Josep Salvany. Aquest projecte no es va realitzar. L'actual edifici es construí l'any 1868, per ordre del sr. Manuel Olivella i Samà, conegut amb el sobrenom de "Xicarró" per la seva talla. Tot i que es desconeix l'autor del projecte, és probable que el fes Josep Salvany. Aquesta casa allotjà als baixos la primera estació telefònica de Vilanova i la Geltrú. Posteriorment s'instal·là l'Ideal Hotel i més tard una clínica. Actualment està destinat a oficines i botiga.